# Ulpià de Gaza
Ulpià de Gaza (en llatí Ulpianus, en grec antic Οὐλπιανός) fou un matemàtic grec egipci germà d'Isidor de Pelúsion i nadiu de Gaza.
Va ensenyar matemàtiques a la ciutat d'Atenes i era famós pels seus coneixements en la matèria. Va viure al començament del segle v. Tot i que Suides el menciona, no deixa constància de cap obra seva.